# Santa Croce in via Flaminia
Bazilika Svatého Kříže na Via Flaminia, italsky Basilica di Santa Croce a Via Flaminia, je kostel, zasvěčený svatému Kříži, který se nachází poblíž římské via Flaminia (přesně: via Guido Reni 2).

## Historie
Budova byla postavena roku 1913 architektem Aristidem Leonorim na zakázku papeže Pia X. v rámci oslav 1600. výročí vydání tzv. ediktu milánského. Byla slavnostně otevřena roku 1914, ale vysvěcena až roku 1918. Roku 1964 z ní Pavel VI. učinil baziliku minor.

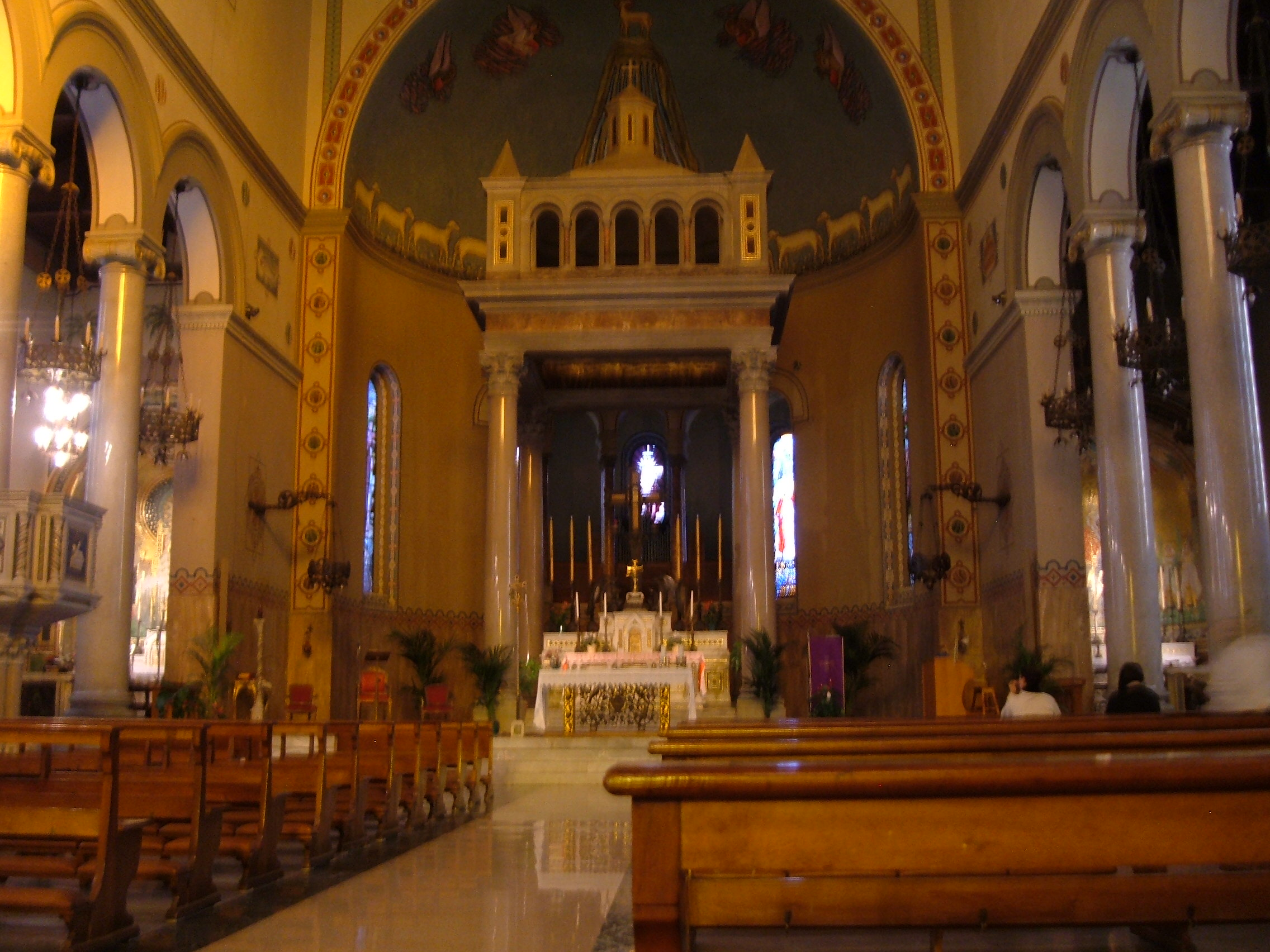
Basilica di Santa Croce a Via Flaminia (interiér)

## Seznam kardinálů titulářů
Jako kardinálský titul byl kostel ustanoven papežem Pavlem VI. 5. února 1965.
- Josef Beran (1965–1969)
- Bolesław Kominek (1973–1974)
- William Wakefield Baum (1976–2015)
- Sérgio da Rocha (od 2016)